# Levels (アヴィーチーの曲)
『Levels』 は  スウェーデンのDJ、アヴィーチーの楽曲。2011年10月28日、 iTunesにてユニバーサル ミュージック グループからリリースされた。ジャンルは プログレッシブ・ハウス。スウェーデンのレコードチャートのスヴァリイェトプリストンとノルウェーのレコードチャートのヴェーゲー・リスタでトップをマークし、オーストリア、ベルギー、デンマーク、オランダ、アイルランド、スイス、イギリスではチャート最高位10位以内を記録した。スウェーデン国内でプラチナ認定を8回受賞、英国、米国でも、それぞれ3回受賞している。

## 背景とリリース
アヴィーチーはスウェーデンのDJ、音楽プロデューサー。10代の頃から音楽制作を始め、オランダのプロデューサー、レイドバック・ルークが運営する掲示板にデモを投稿して、作品のフィードバックを求めた。2008年のBBC Radio 1のコンテストで優勝した後、司会者のピート・トンは応募曲「ManMan」をアヴィーチーの初のシングルとしてリリースした。数週間後、クラブのプロモーター、アラシュ・ポルノリがアヴィーチーを成功させるためにマネージメントを申し出た。彼は、罪人が地獄のような死後の世界を意味する仏教用語にちなんでアヴィーチーという芸名を採用し、アヴィーチーの「Bromance」のボーカル・リミックス「Seek Bromance」など、追加のシングルをリリースし、数か国で成功を収めた。
「Levels」の起源について、アヴィーチーはアーティストダイレクトのインタビューで、エタ・ジェイムズの「Something's Got a Hold on Me」のボーカルサンプルを使いたかったこと、そしてそれを「Levels」で使用するフックと組み合わせたときに満足したことを説明した。 WINS-FMのインタビューで、DJのマイク・ポズナーは、まだ制作中だった「Levels」にボーカルを提供するようにアヴィーチーから送られてきたと主張した。ポズナーは6つの「トップライン」を制作したが、それらは使用せず、「それらは良かったが、 ...それではなかった」と述べた。
アヴィーチーは2010年12月11日、ピート・トングが司会を務めるBBC Radio 1のラジオ番組「エッセンシャル・ミックス」で無題のトラックとして「Levels」を初公開した。 2011年を通して、アヴィーチーはウルトラ・ミュージック・フェスティバルを皮切りに、フェスティバル、コンサート、クラブで定期的に「Levels」のライブパフォーマンスを行った。アヴィーチーとポルノリはこれらのパフォーマンスを利用して、ソーシャルメディアでこの曲を宣伝した。この間、「Levels」の海賊版がリークされ、YouTubeに投稿され、1500万回以上の再生回数を獲得した。ソーシャルメディアでの「Levels」の成功により、ポルノリはユニバーサル ミュージック グループと契約し、北欧諸国でこの曲をシングルとしてリリースすることができた。「Levels」は2011年10月28日にiTunes経由でオーストラリア、デンマーク、オランダ、イギリス、スウェーデンでリリースされた。また、別のマネージャー、トロイ・カーターの仲介により、2011年10月31日に米国でリリースされた。